# Dean (Teksas)
Dean je grad u američkoj saveznoj državi Teksas. Prema popisu stanovništva iz 2010. u njemu je živjelo 493 stanovnika.